# スティーヴン・ウィルシャー

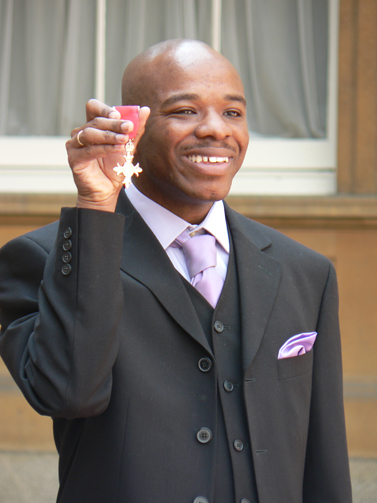
大英帝国勲章を受けたスティーヴン・ウィルシャー

スティーブン・ウィルシャー(Stephen Wiltshire MBE, Hon.FSAI、1974年4月24日 - )は、イギリスの建築画家。一度見ただけで風景を目に焼きつける映像記憶ができることで知られ、炎に包まれるセント・ポール大聖堂のような空想的な作品も手がけているが、世界中で人気を集めている画家の一人である。2006年には芸術に対する貢献が認められ大英帝国勲章第5位 (MBE) となり、同じ年にロンドンのロイヤルオペラアーケードで常設展を開いている。
1987年の「ドローイングス」をはじめとして複数の画集も出版している。2003年にはトゥイッケナムのオルレアン・ハウス・ギャラリーで回顧展が開かれた。

## 略歴

### 幼少期
ウィルシャーは1974年イギリスのロンドンに生まれた。両親は西インド諸島の人間である。幼い頃は発音障害をかかえた無口な子であり、3歳のときに自閉症と診断された。またこの年には父親をバイク事故で亡くしている。5歳のときに通わされたロンドンのクイーンスマイル・スクールで絵を書くことに興味を示し、コミュニケーションも美術を通じて行われるようになった。教師たちの奨励が助けともなり、ウィルシャーはこの頃に会話を覚えた。8歳のときには想像力を働かせ地震が起こった後の街の風景を描いており、その2年後にはロンドンのランドマークを頭文字のアルファベット順にスケッチするということを繰り返した。ウィルシャーはこれを「ロンドン・アルファベット」と呼んでいる。

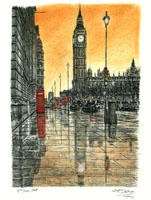
雨降りの午後のビッグベン（2008年）

1987年にはBBCのテレビ番組「The Foolish Wise Ones 」に出演し、この頃すでに作品集も出版している。その後1995年から1998年に卒業するまで、ランベスのケニントンにあるシティ・アンド・ギルド・ロンドン美術学校に通った。

### 映像記憶
かつてヘリコプターでロンドン上空をまわった後にロンドンの中心部全体を絵にしてみせたことがあるが、ウィルシャーは一度みたものは細部まで正確に絵に起こすことができる。
2005年5月には東京を俯瞰した記憶をもとにパノラマ的な32.8-フート (10.0 m)大の絵を描いている。これは過去最大の作品で、東京をヘリコプターで飛んだ直後に描かれたものである。同様の試みはローマ、香港、フランクフルト、マドリードでも行われている。ドバイ、エルサレム、ロンドンなどの都市も巨大なカンバスに再現された。ローマ上空をヘリコプターで飛んだときにはパンテオンの柱の数までわかる極めて精緻な絵を描いている。
2009年10月、ウィルシャーはパノラマ・シリーズの区切りとして、「こころの祖国」であるニューヨークの記憶を18-フート (5.5 m)大の絵として完成させた。20分間のヘリコプター周遊の後、プラット・インスティテュートでニュージャージー州、マンハッタン、ウォール街、エリス島、自由の女神、ブルックリンの景観を5日かけてスケッチしたものだ。まず絵を大まかに分節していき、それから細かく書き込んでいくイメージなのだという。2010年にはシリーズを延長してシドニーを描き、9月から上海を皮切りに中国へのツアーも行っている。
作品はしばしばオークションにもかけられる。2010年にはウィルシャー自身がバミューダ・ナショナルギャラリーを訪れてハミルトンを題材にした自分の作品を競売に出し、オークションハウスの記録を更新した。2010年6月にはクリスティーズでも作品がオークションにかけられ、新たなアイコンともなる「夜のタイムズ・スクエア(Times Square at night )」が落札された。
2011年には記憶をもとにニューヨークを250フィート (76 m)のパノラマで描くというプロジェクトを行っており、作品はジョン・F・ケネディ国際空港に巨大なビルボードとして展示された。これはスイスのUBS銀行による「われわれはこのままでは終わらない(We Will Not Rest )」をテーマにした国際的な広告キャンペーンの一環でもある。

### 顕彰
ウィルシャーはテレビのドュメンタリー番組で何度も取りあげられているが、神経学者のオリバー・サックスも「An Anthropologist on Mars」の「神童たち」の章でウィルシャーのことを書いている。
2008年2月15日にはABCニュースで「今週の人」に選ばれている。翌年には初めてインデペンデント誌で詳細なインタビューが行われ、夢や希望、憧れや後悔などが語られている。
2006年の大英帝国勲章に続き、2009年6月からイギリスの「チルドレンズ・アート・デイ」の大使として活動するとともに、2011年には建築イラストレーター協会(SAI)の名誉会員になっている。

## 画集
- スティーヴン・ウィルシャー画、ヒュー・カッソン著、ゆあさふみえ訳『ドローイングス』すえもりブックス、1993年
- スティーヴン・ウィルシャー画、オリバー・サックス著、ゆあさふみえ訳『シティーズ』すえもりブックス、1993年